# Bill Janklow
William John "Bill" Janklow, född 13 september 1939 i Chicago, Illinois, död 12 januari 2012 i Sioux Falls, South Dakota, var en amerikansk republikansk politiker. Han var guvernör i delstaten South Dakota 1979–1987 och 1995–2003. 16 år som guvernör gjorde Janklow till den mest långvariga guvernören i delstatens historia.
Janklow tjänstgjorde i USA:s marinkår 1955–1959. Han avlade 1964 grundexamen vid University of South Dakota. Två år senare avlade han juristexamen vid samma universitet. Janklow valdes 1974 till delstatens justitieminister, South Dakota Attorney General. Fyra år senare vann han sitt första guvernörsval. En av de första sakerna Janklow gjorde som guvernör var att skriva under lagen om återinförandet av dödsstraff i South Dakota. Janklow omvaldes 1982 med över 70% av rösterna. Att kandidera för en tredje mandatperiod i rad var inte möjligt enligt lagen. Janklow kandiderade 1986 i stället till USA:s senat. Han utmanade sittande senatorn James Abdnor i republikanernas primärval. Abdnor vann det tuffa primärvalet men förlorade därefter själva senatsvalet mot demokraten Tom Daschle.
I 1994 års guvernörsval utmanade Janklow ämbetsinnehavaren Walter Dale Miller i republikanernas primärval och vann. Janklow vann sedan lätt guvernörsvalet och omvaldes ännu en gång 1998. Som guvernör benådade han sin svärson som hade åkt fast för rattfylleri och innehav av marijuana.
I 2002 års kongressval bestämde sig kongressledamoten John Thune att kandidera till senaten. Thune förlorade det året mot Tim Johnson. Janklow kandiderade i sin tur till representanthuset för att få efterträda Thune. Han besegrade demokraten Stephanie Herseth i valet som gällde valkretsen som omfattar hela delstaten. Janklow var ledamot av representanthuset 3 januari 2003–20 januari 2004. 16 augusti 2003 kolliderade kongressledamoten Janklow med sin Cadillac Seville mot en motorcykel. Motorcyklisten omkom i olyckan. Det kom fram i utredningen att Janklow hade ignorerat en stoppskylt och dessutom kört för fort. Janklow avgick från kongressen två dagar innan han dömdes till 100 dagar i fängelse. I fyllnadsvalet senare samma år valdes demokraten Herseth till hans efterträdare.
Janklow var lutheran.